# Klukovice
Klukovice (německy Klukowitz) jsou bývalá malá vesnice, která dnes tvoří součást místní části Hlubočepy v Praze (s Hlubočepy a Zlíchovem byly spojeny roku 1850 v rámci zavedení obecního zřízení). Stojí na jižním úbočí Prokopského údolí podél ulice Do Klukovic, která spojuje sídliště Barrandov s údolím. Při severním okraji Klukovic prochází údolím železniční trať 173 (nejbližší zastávky má Praha-Hlubočepy a Praha-Holyně, zastávka u Klukovic byla pouze v letech 1933–1942) a protéká Dalejský potok, který se pod Klukovicemi slévá s Prokopským potokem. Viadukt u Klukovic byl v roce 2005 rekonstruován. U jižního okraje Klukovic je otočka autobusové linky 104, jezdící z Klukovic na konečnou „Na Hvězdárně“ (Velká Chuchle).

## Historie

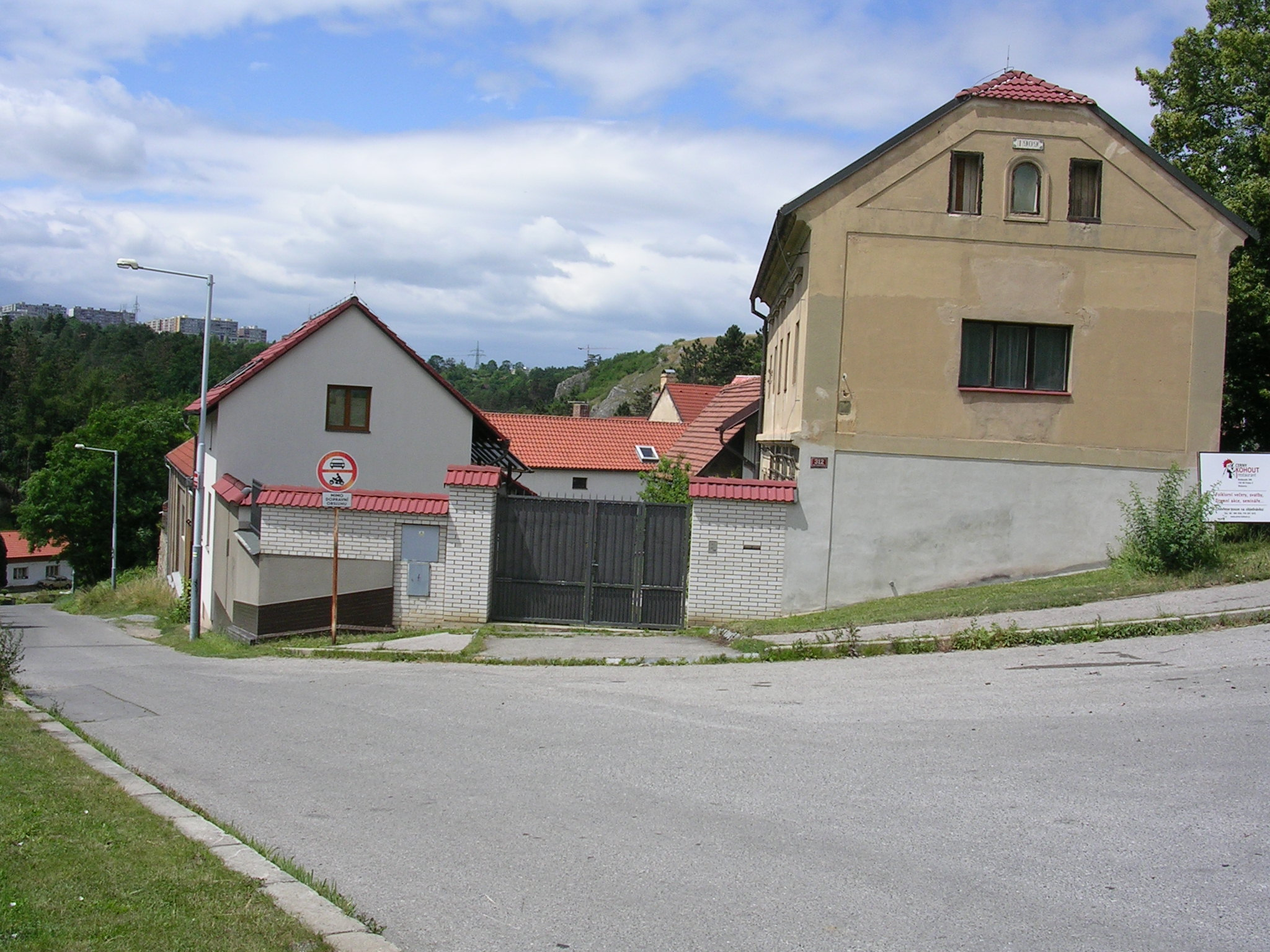
Ulice Do Klukovic a dům č. p. 312 z roku 1909.

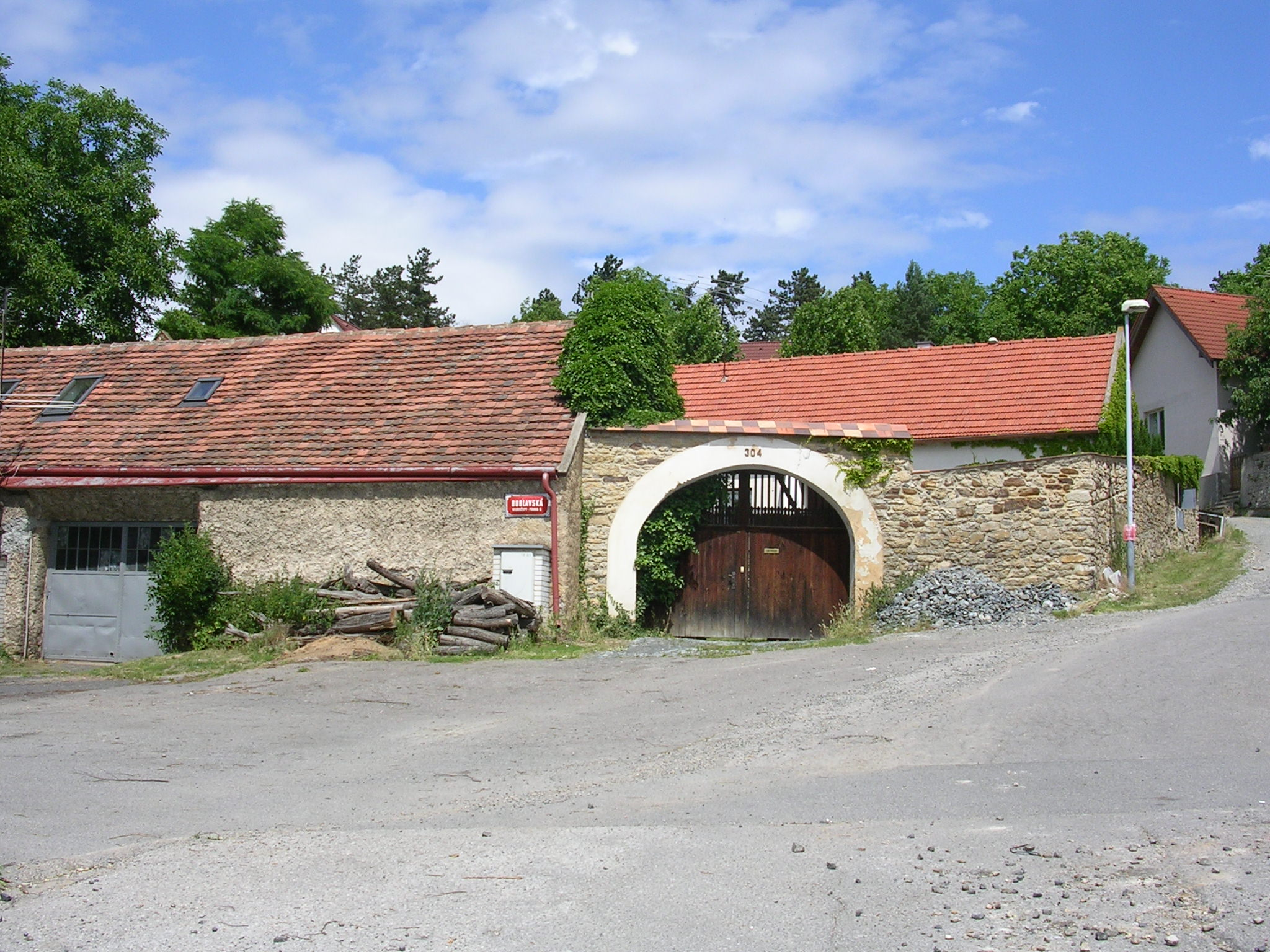
Dochovalá klasicistní brána usedlosti č. p. 304

První písemná zmínka o Klukovicích pochází z roku 1342 a je o tom, že Klukovice vlastnili Fratres de Klucowitz, resp. dvůr patřil jako léno dvorním královským šenkům (úřadu královského číšníka), jméno vsi je patrně starší a odvozené z jména majitele. Roku 1395 se stal majitelem Matěj z Klukovic. Po jeho smrti pravděpodobně připadla ves opět králi, který ji prodal panoši ze Svatého Pole. Roku 1420 ves zkonfiskovali husitští Pražané. V letech 1436–1453 ves vlastnil Chval z Očíma a na Klukovicích. V roce 1510 ji vlastnil novoměstský měšťan a konšel Mikuláš Sacerdot.
Roku 1588 založil Adam II. z Hradce, nejvyšší kancléř a purkrabí, Horův mlýn (nazývaný též Dalejský nebo Klukovický), nejvýznamnější stavbu Klukovic. Majitel klukovického dvora Matěj Klukovský stavbě násilně bránil a dělníky rozehnal. Matěj Klukovský na Klukovicích je pak zmiňován v souvislosti se soudním sporem v letech 1599–1611, který vyhrál. Trosky rozestavěného mlýna koupil v roce 1604 Jan Hoffman a v roce 1617 mlýn v renesančním stylu dokončil, dodnes se zachovala patrně původní patrová budova se sgrafitem. Mlýn měl patrně dvě mlýnská kola.
Po roce 1621 ves vlastnil Pavel Michna z Vacínova. Roku 1658 ji získalo do zástavy a od roku 1717 i do vlastnictví jezuitský řád. V polovině 17. století, po třicetileté válce, získali jezuité i mlýn. Ves i mlýn po válečném poškození postupně obnovili, mlýn v roce 1684 barokně přestavěli a zrušili jedno z mlýnských kol. Roku 1773 jezuité Klukovice společně s Hlubočepy prodali 20. krajskému c. k. studijnímu fondu.
Za moru roku 1679 sloužil dvůr a mlýn v Klukovicích jako nemocnice pro židy (křesťané byli ošetřováni v Butovicích).
Od roku 1714 spadaly Klukovice pod nově zřízenou školu v Butovicích. Farností spadaly Klukovice pod Jinonice.
V roce 1781 měla ves 4 popisná čísla, a to pro mlýn, dvůr a dvě chalupy. Po roce 1785 byla postavena ještě obecní pastouška. V 19. století vlastnil ves (dvůr) soukromý vlastník, hlavní činností byla těžba dřeva.
Od roku 1825 do poloviny 20. století vlastnil mlýn Jan Hora a jeho potomci. Hora jej v 19. století postupně přestavěl, roku 1850 nahradil starou bránu novou a roku 1879 postavil stodolu, která ve 2. polovině 20. století byla přestavěna na byty.

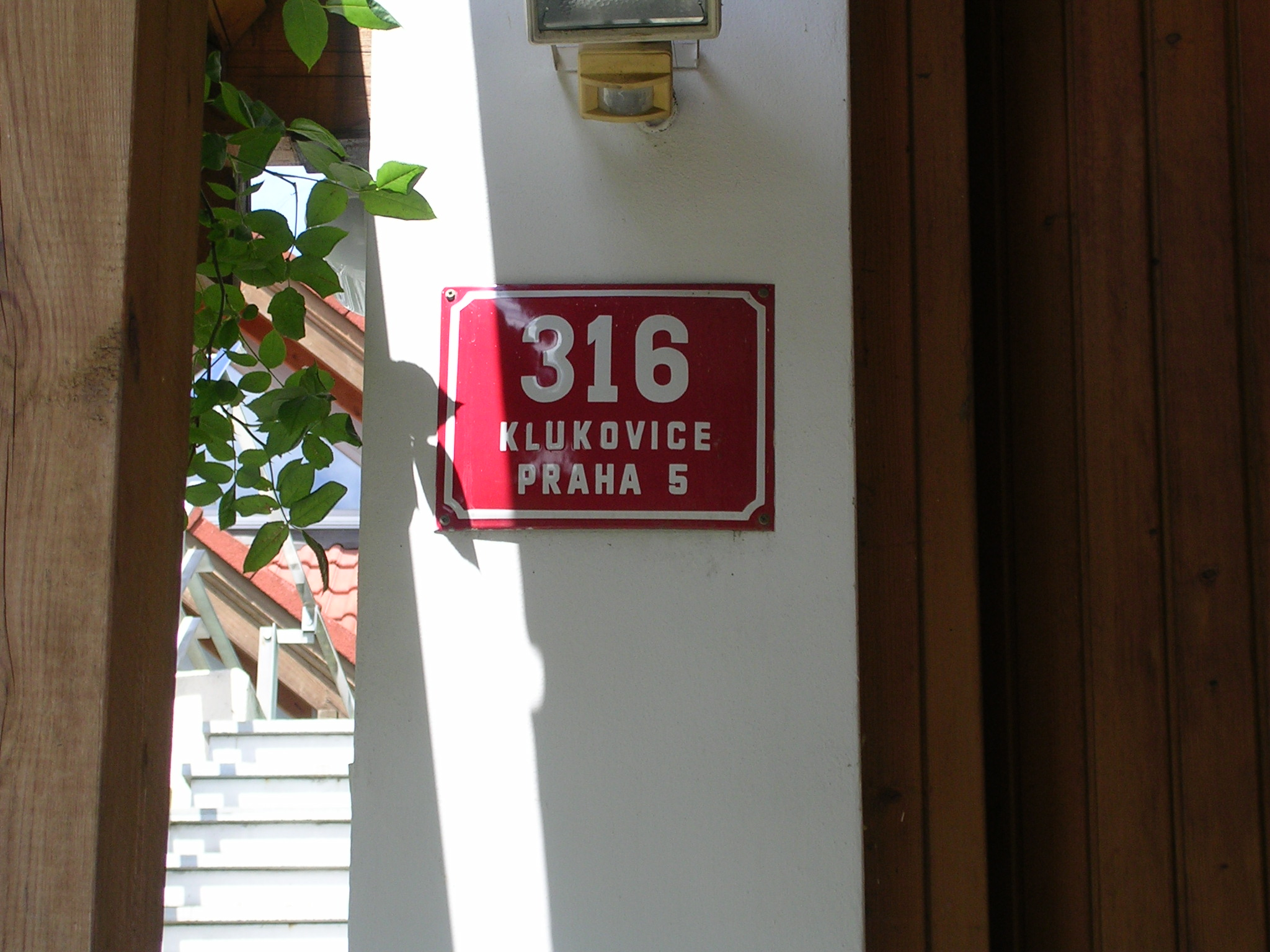
Přestože Klukovice nejsou samostatnou čtvrtí a dnešní čísla popisná příslušejí Hlubočepům, na některých domech jsou uvedeny Klukovice.

V letech 1836 až 1840 byly postaveny domy č. p. 15 až 17 a ves měla v roce 1843 asi 85 obyvatel a 14 domů. Do roku 1890 se počet obyvatel zvýšil na 130 (30 rodin) a počet domů na 21, jiný zdroj uvádí 130 obyvatel a 17 domů na přelomu 19. a 20. století.
Roku 1850 v rámci zřízení obcí byly Klukovice společně se Zlíchovem začleněny do obce Hlubočepy.
Několik výrazných staveb (např. bývalý hostinec č. p. 305 a dům u návsi č. p. 312) je v omítce označeno rokem 1909.
V roce 1929 měly Klukovice asi 30 popisných čísel, škola ani pošta zde nebyly a nejsou.
Za Pražského povstání v květnu 1945 na území vsi operovali i Vlasovci.
Ulice v Klukovicích byly pojmenovány teprve v roce 1988: nacházejí se zde ulice Do Klukovic, V Klukovicích, Bublavská, Dasnická a Habartovská.

## Stavby

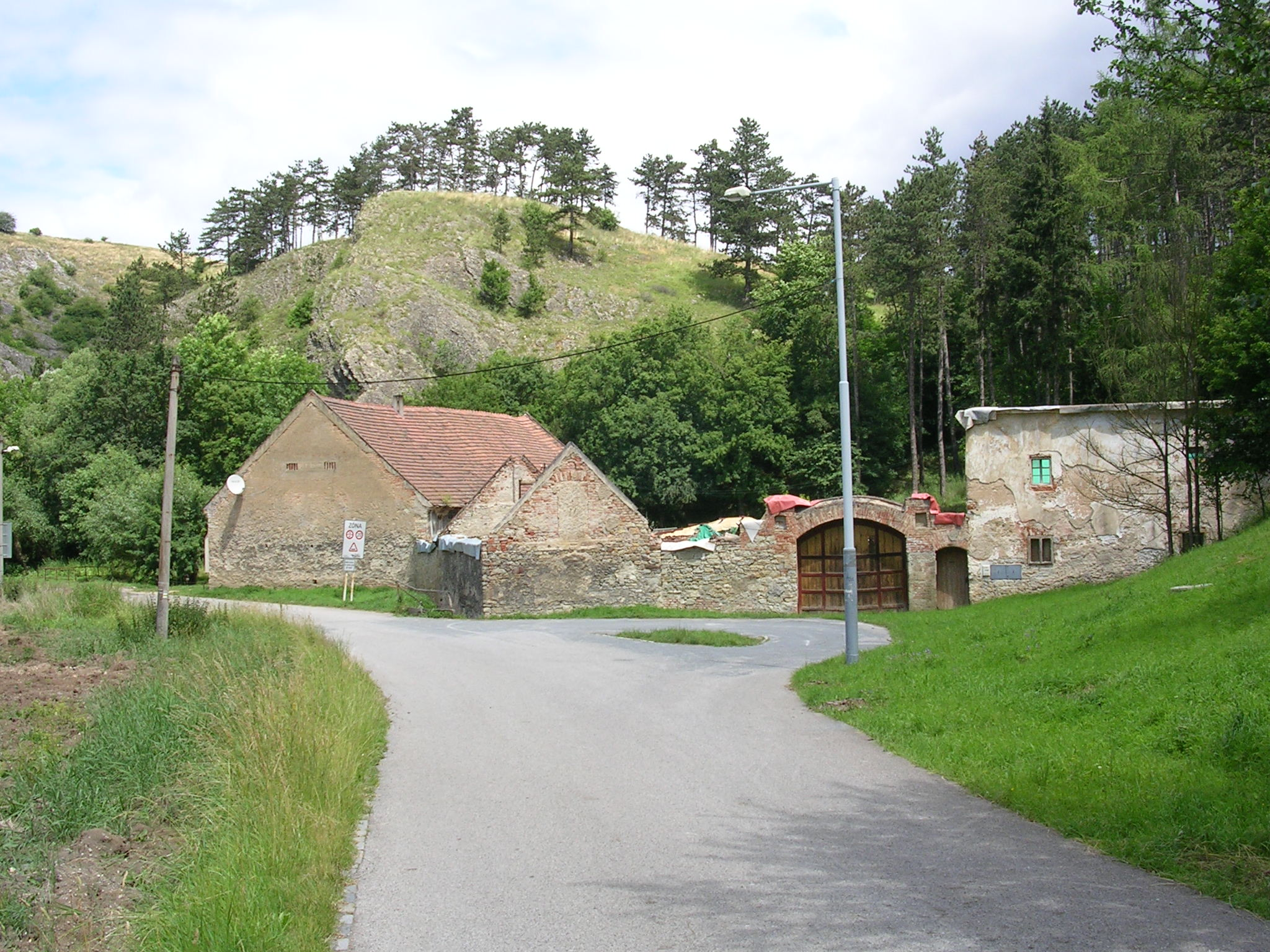
Zřícenina památkově chráněného mlýna, č. p. 301

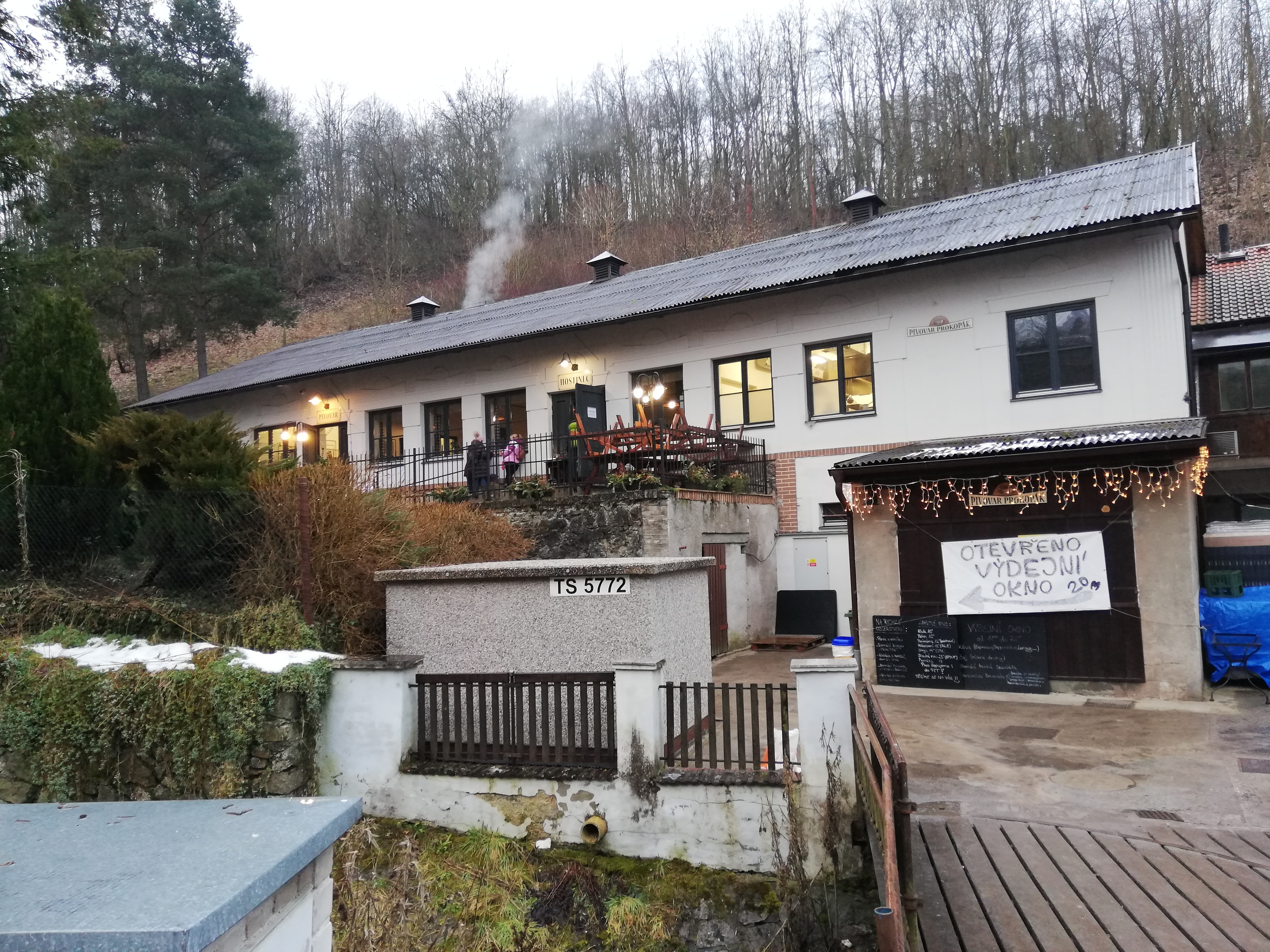
Pivovar Prokopák v ulici Do Klukovic 305 (únor 2021)

- Horův mlýn (Prokopský mlýn) byl založen roku 1588, stavebně dokončen v renesanční podobě však až roku 1617. Roku 1684 jej jezuité barokně přestavěli. Od roku 1825 jej vlastnil Jan Hora, jehož rodu zůstal až do poloviny 20. století a získal název Horův mlýn.[6] K roku 1879 je datována celková přestavba a přistavění stodoly. Za socialismu byla stodola přestavěna na byty.[6] Mlýn je od roku 1964 památkově chráněn (rejstříkové číslo 44394/1-1355), zejména pro dochované přízemí v podobě z roku 1617.[1][6] Mlýn je v silně zchátralém stavu(2020). Roku 2003 byla Jiřímu Vondruškovi a Jaroslavě Vondruškové „za dlouhodobé a záměrné poškozování památky“ udělena jedna z negativních cen Bestia Triumphans.[10]
- Kromě mlýna se i u několika dalších domů (č. p. 303, 304, 310, 313, 315, 316 a 318) dochovala klasicistní jádra z konce 18. století, u domu č. p. 304 i klasicistní brána. U domu č. p. 302 se dochovaly klasicistní prvky v interiéru (valená klenba a silné zdi), tento dům je druhým památkově chráněným domem v Klukovicích, přestože vnější podobu má novodobou.[1][6]
- Další stavbou je Pivovar Prokopák v bývalém hostinci „U Kosů“ v čp. 305.

## Legendy undergroundu
V dobách tvrdé normalizace se ke komunitě „mániček“ klukovická hospoda „Na Zavadilce“ (krycí název Na Vyhlídce) neobrátila zády. Na podzim 1974 v této hospodě proběhlo „první zveřejnění“ knihy Invalidní sourozenci, dílo publiku přečetl sám autor – Egon Bondy. Ten zde, v lednu 1975, oslavil své 45. narozeniny. Dalšími členy undergroundu, které hostila klukovická hospoda, byli například Pavel Zajíček, Milan Hlavsa (i DG 307), Milan Koch, Quido Machulka...
V hospodě „Na Zavadilce“ proběhla řada koncertů skupiny The Plastic People of the Universe; první z nich se zde konal na začátku léta 1973. V době uvěznění Ivana Martina Jirouse zařizovala koncerty Dana Němcová, příslušné razítko včetně třech členů pořadatelské služby dodal černolický fotbalový klub. Kronika Plastic People (tj. 4 svazky rukopisů a fotografií) končí rokem 1975 a poslední zápis je o koncertu uskutečněném v Klukovicích. Informace o chystaném koncertu se šířily tichou poštou přes malostranské hospody (U Dvou slunců aj.) a obecenstvo se na něj trousilo pěšky, většinou ze Slivence.
Hospoda Na Zavadilce patřila rodině hudebníka Ivo Pospíšila, pozdějšího zakladatele hudební skupiny Garáž.

## Turismus
Obcí prochází žlutá turistická značená trasa 6079 ze Sídliště Barrandov k metru v Jinonicích.